# اسلونسکا اسپوریتلا
اسلونسکا اسپوریتلا (انگلیسی: Slovenská sporiteľňa) شرکت خدمات مالی و بانکداری اسلواک است، که در سال ۱۸۱۹ تأسیس شد.